# Biserica Sfântul Nicolae din Lupoaia
Biserica cu hramul „Sfântul Ierarh Nicolae” din satul Lupoaia, comuna Cătunele, județul Gorj, a fost  ridicată în anul 1805. Lăcașul de cult figurează pe lista monumentelor istorice 2015, cod LMI GJ-II-m-B-09325.

## Istoric și trăsături
Biserica a fost construită la începutul secolului al XIX-lea. Pictura este opera lui Simion Zugravu din anul 1816. Ultima resfințire a avut loc în anul 1967.
În numele sfintei făcătoare de viață și nedespărțitei treimi, cu patronajul Sfântului Ierarh Nicolae, în zilele pealuminatului domnului nostru Caragea Voievod, cu blagoslovenia prea iubitului de Dumnezeu episcopul nostru Galaction și cu toată cheltuiala și osteneala acestor ctitori s-au zugrăvit această sfântă biserică spre a lor pomenire: Nicolae Săvoiu, Iacob Săvoiu, Constantin Săvoiu, Matei Săvoiu, Ion Săvoiu, Costandinache Săvoiu, Ion Ciocănel, Dumitrașcu Săvoiu, George Săvoiu și Ion Săvoiu.
14 septembrie 1816                                             Simion Zugravu

## Imagini

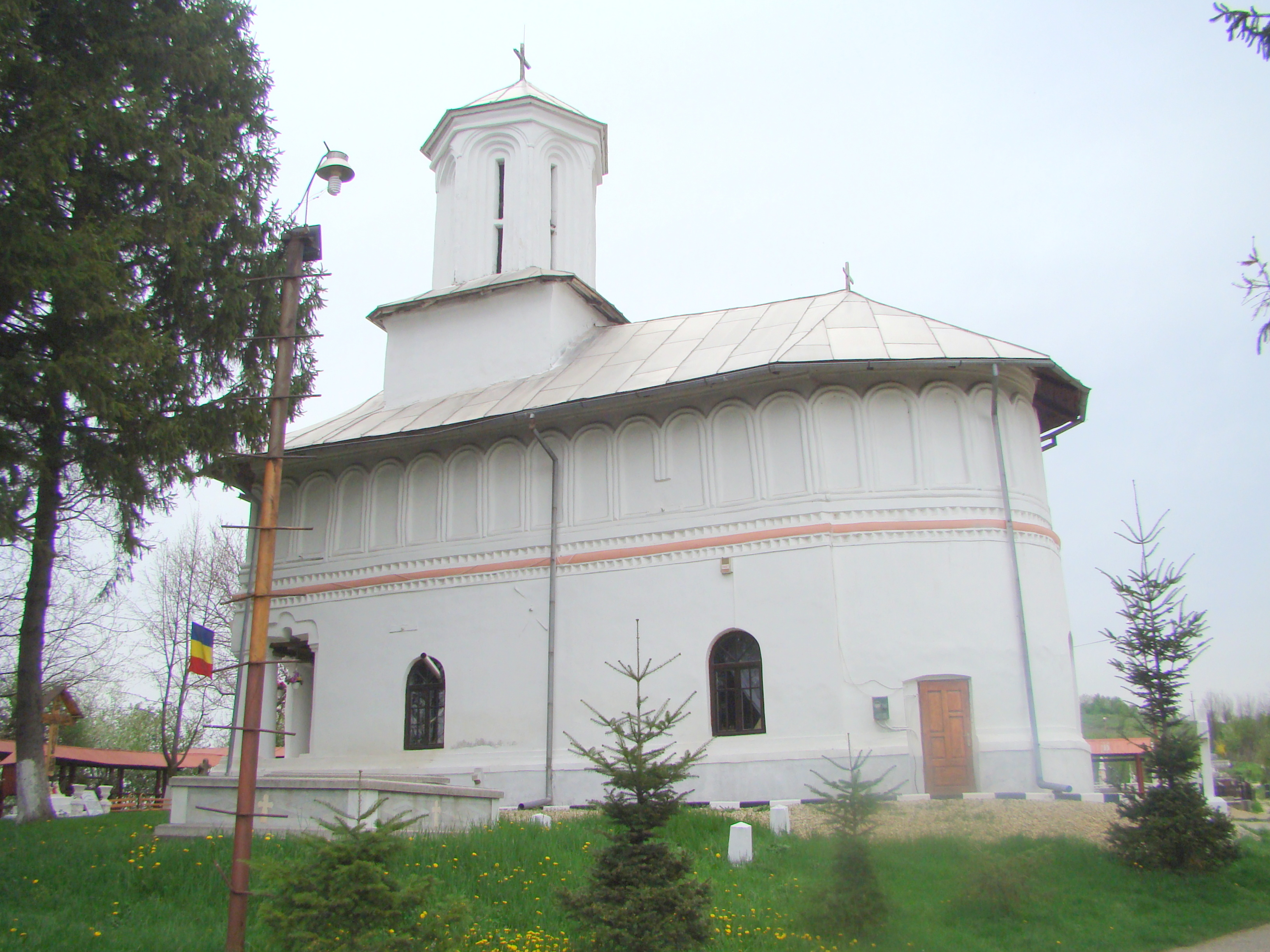
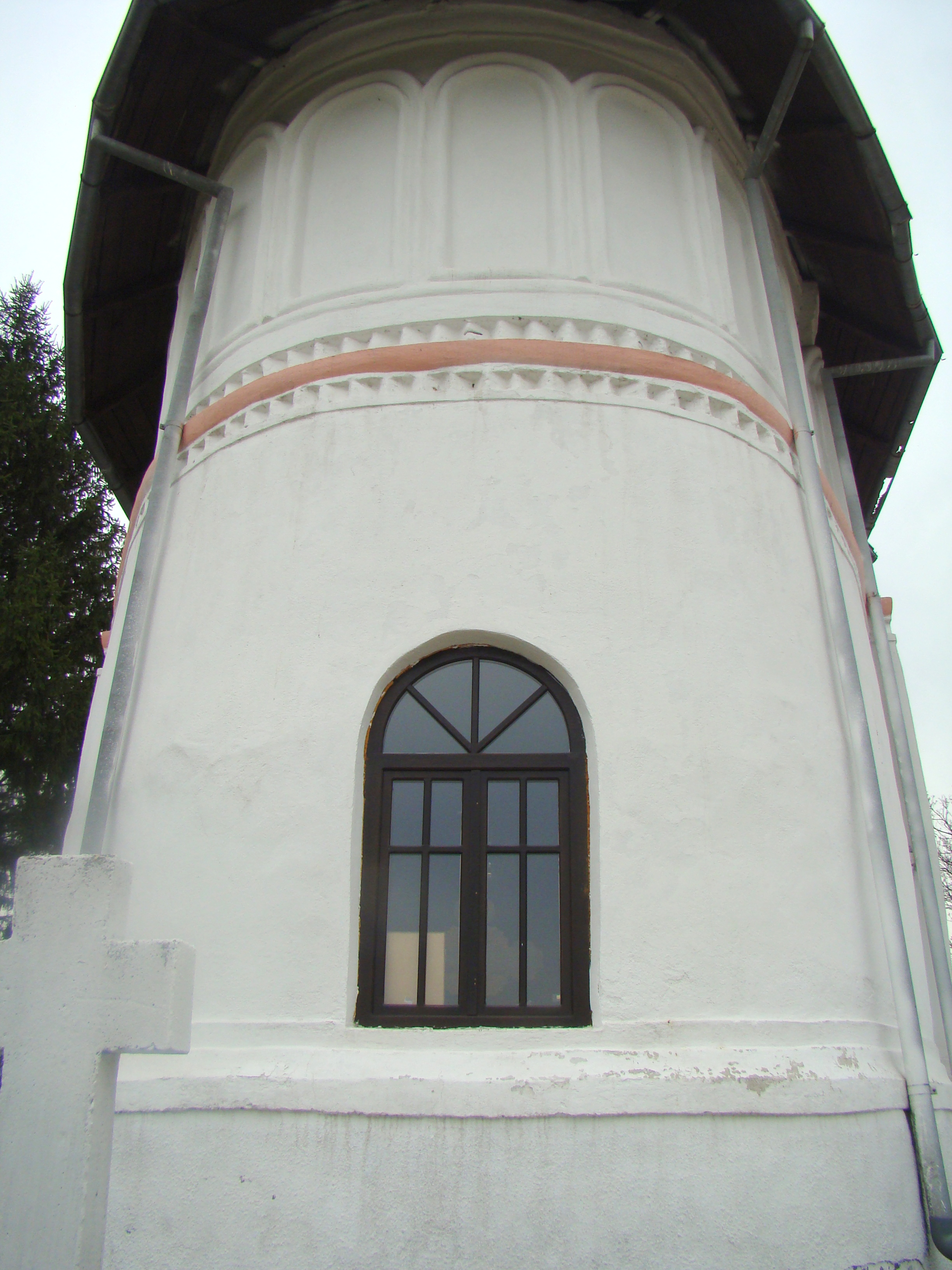
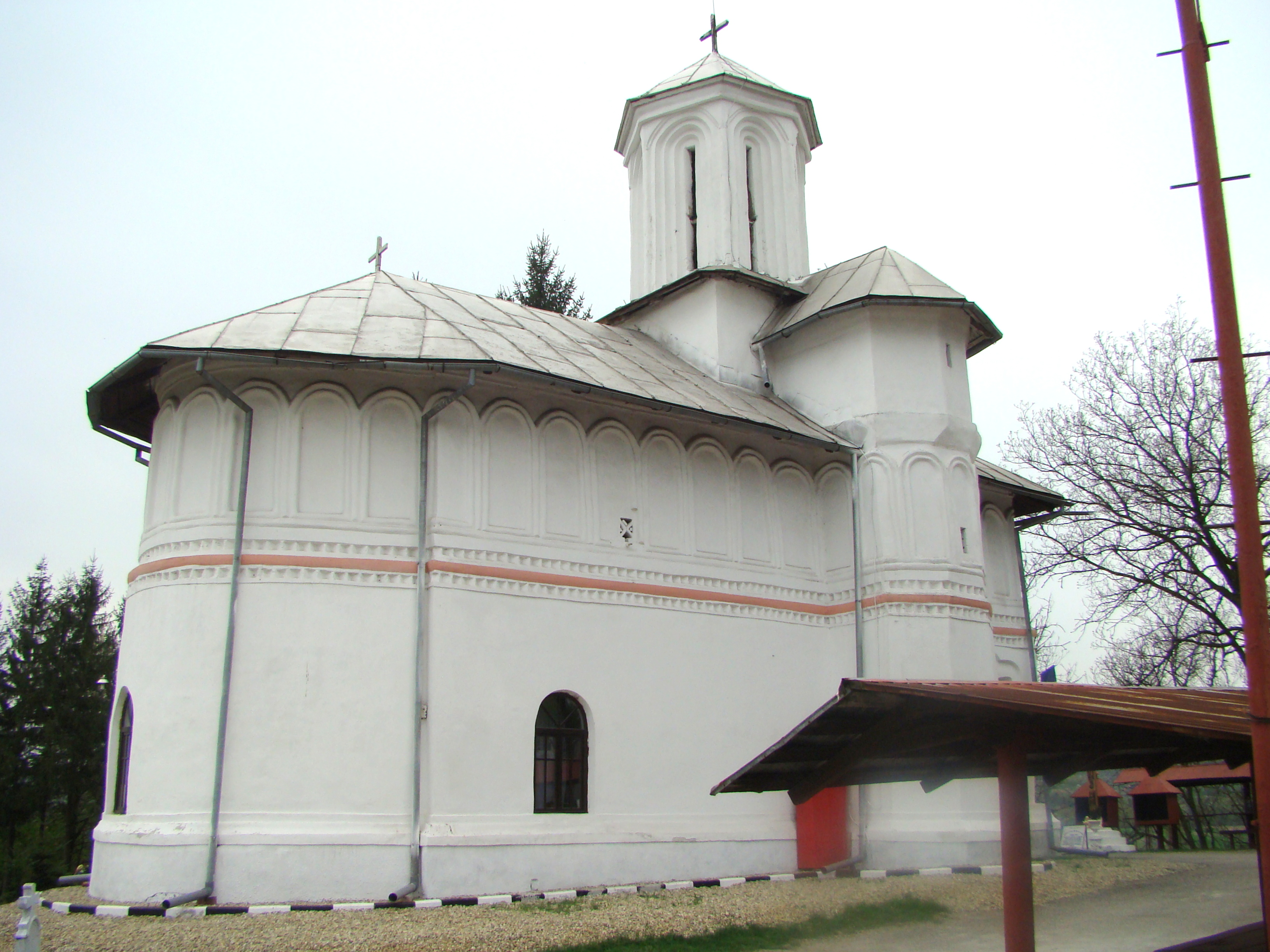
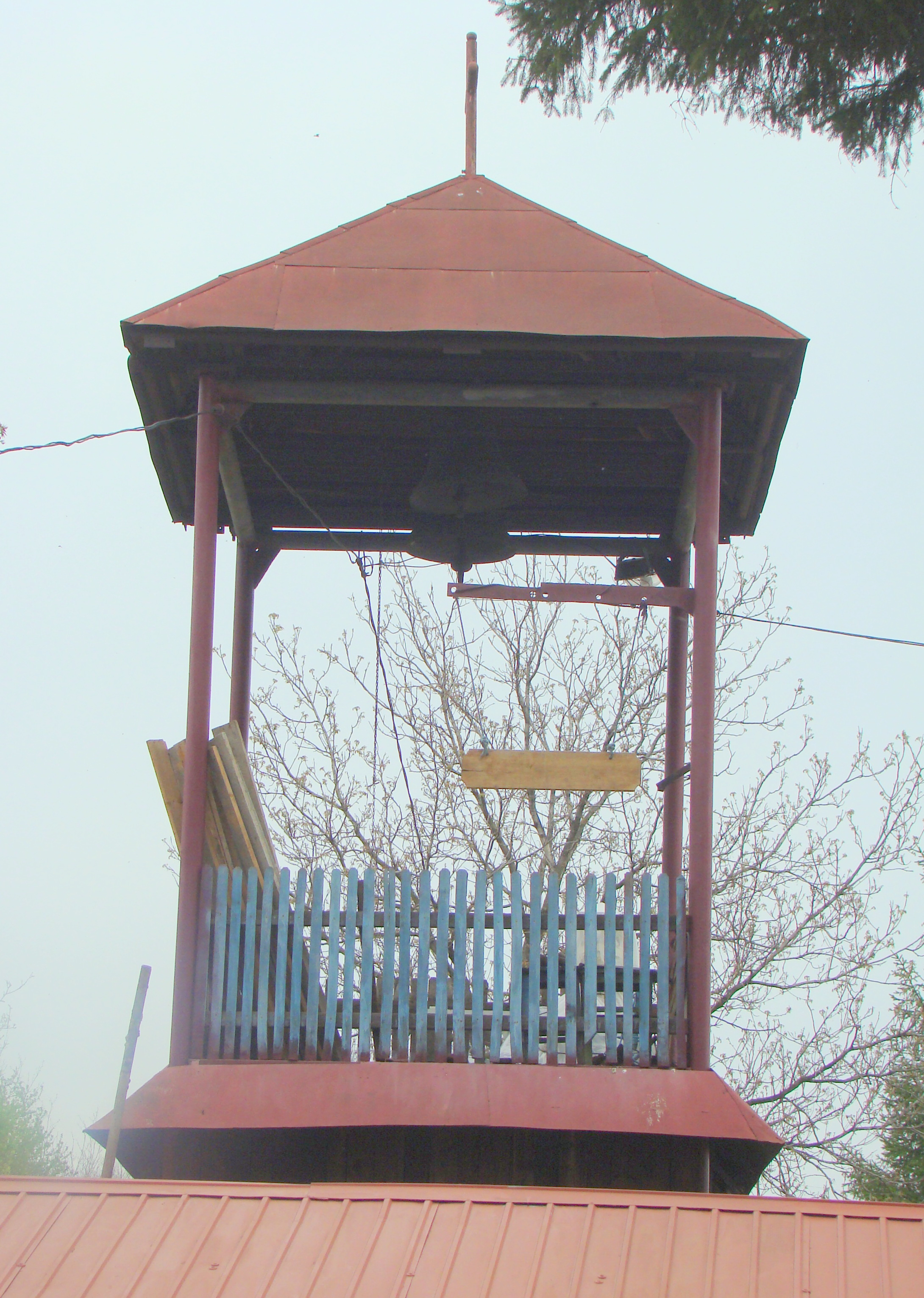
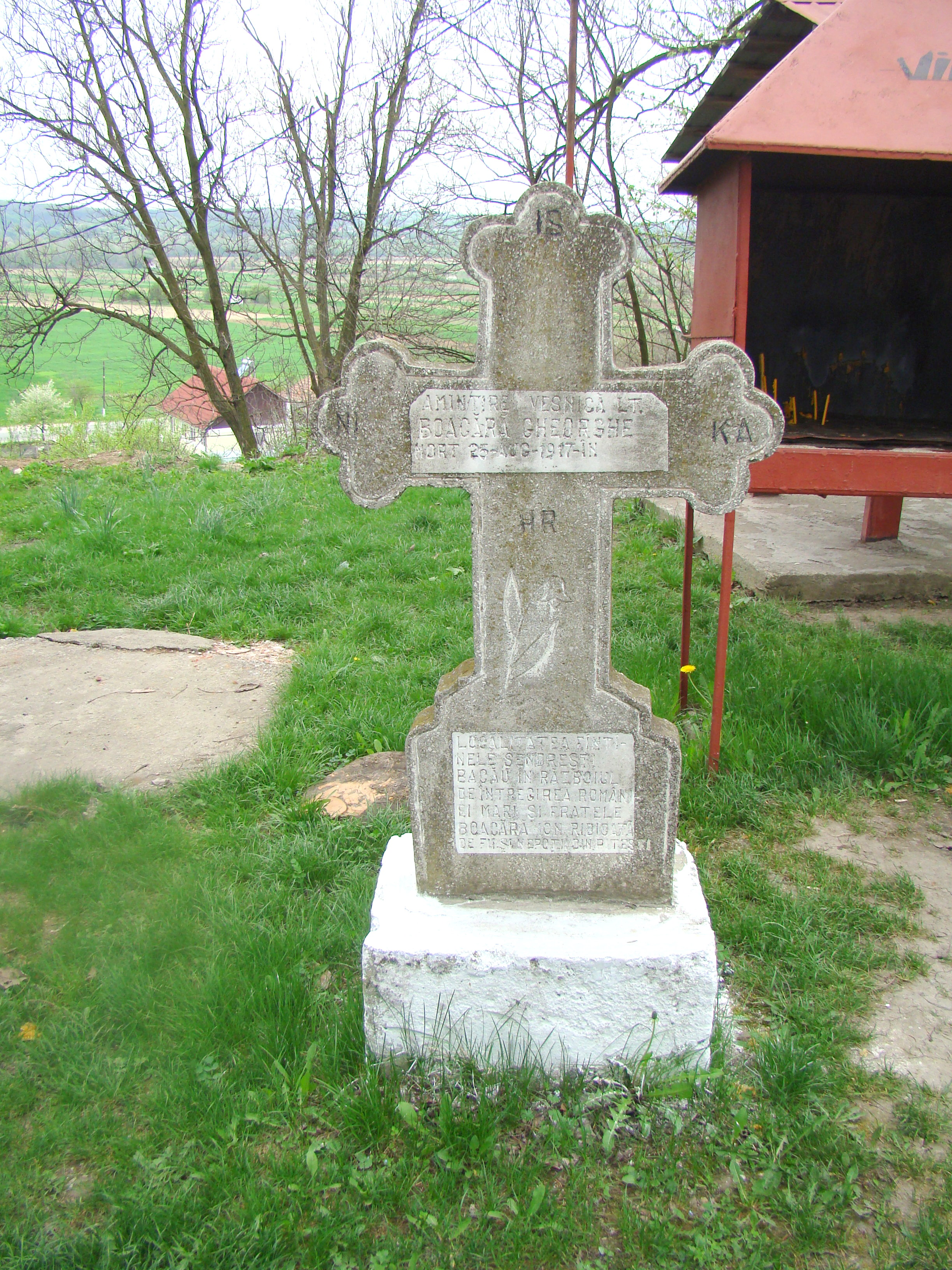
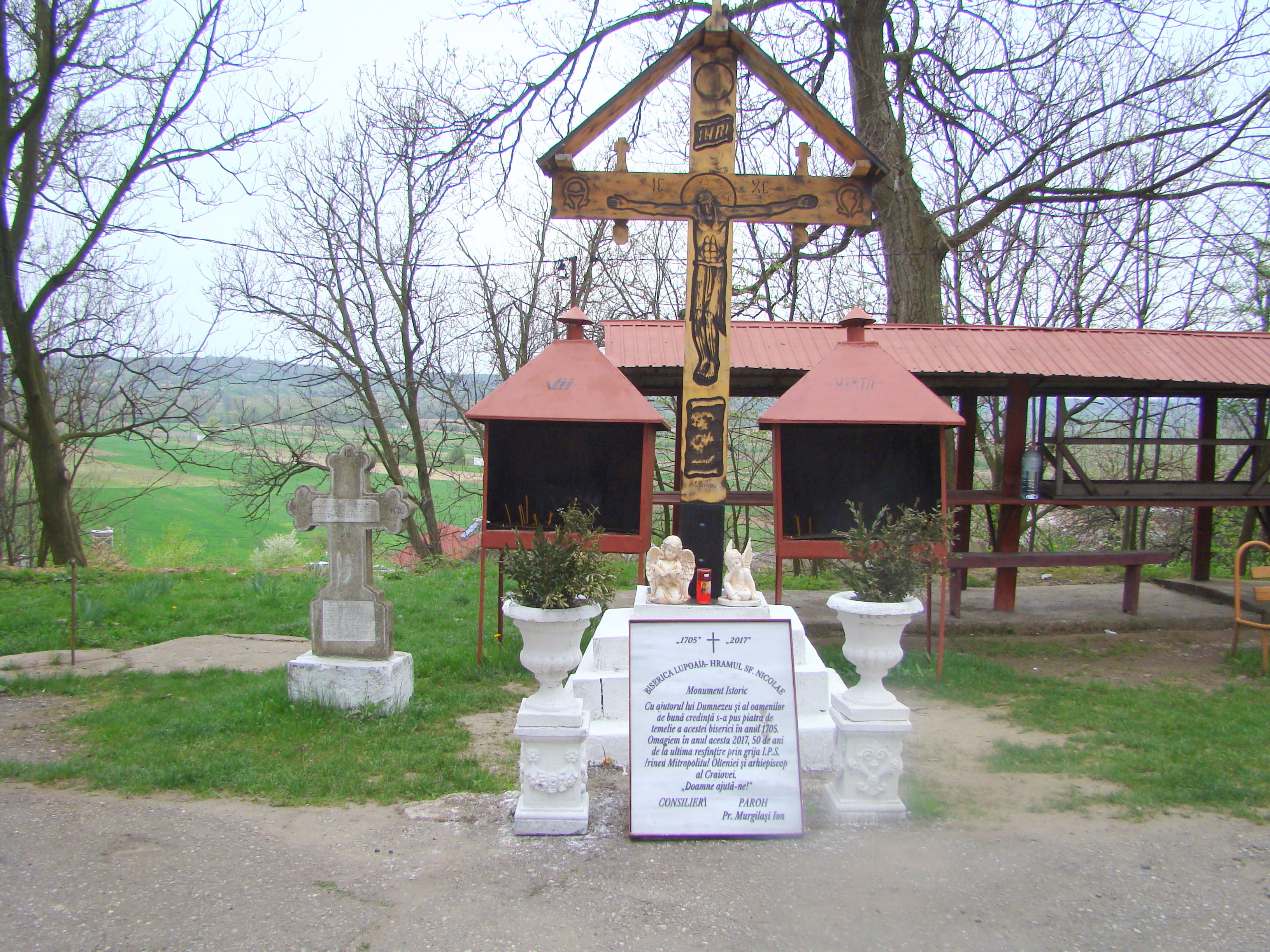
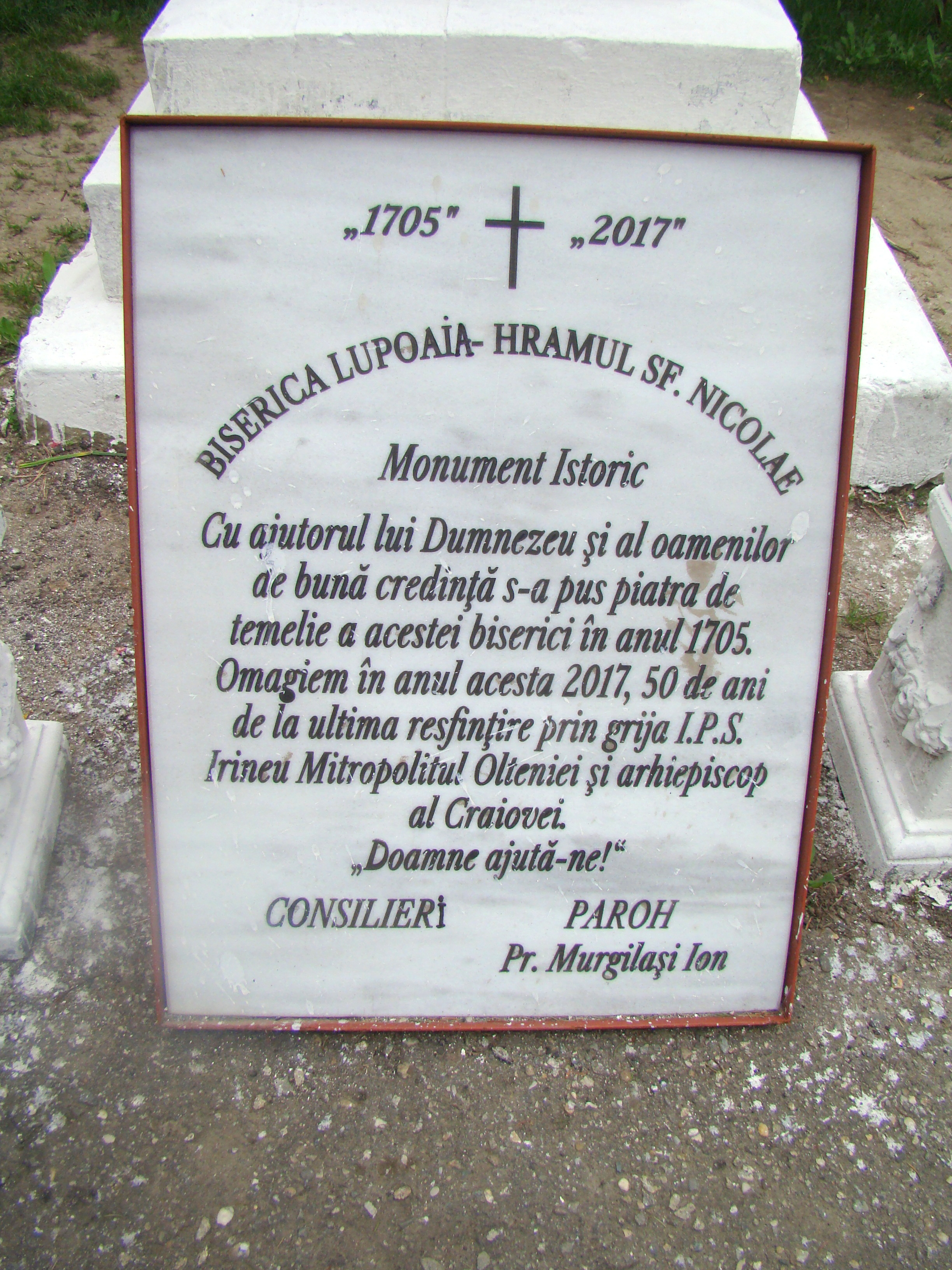
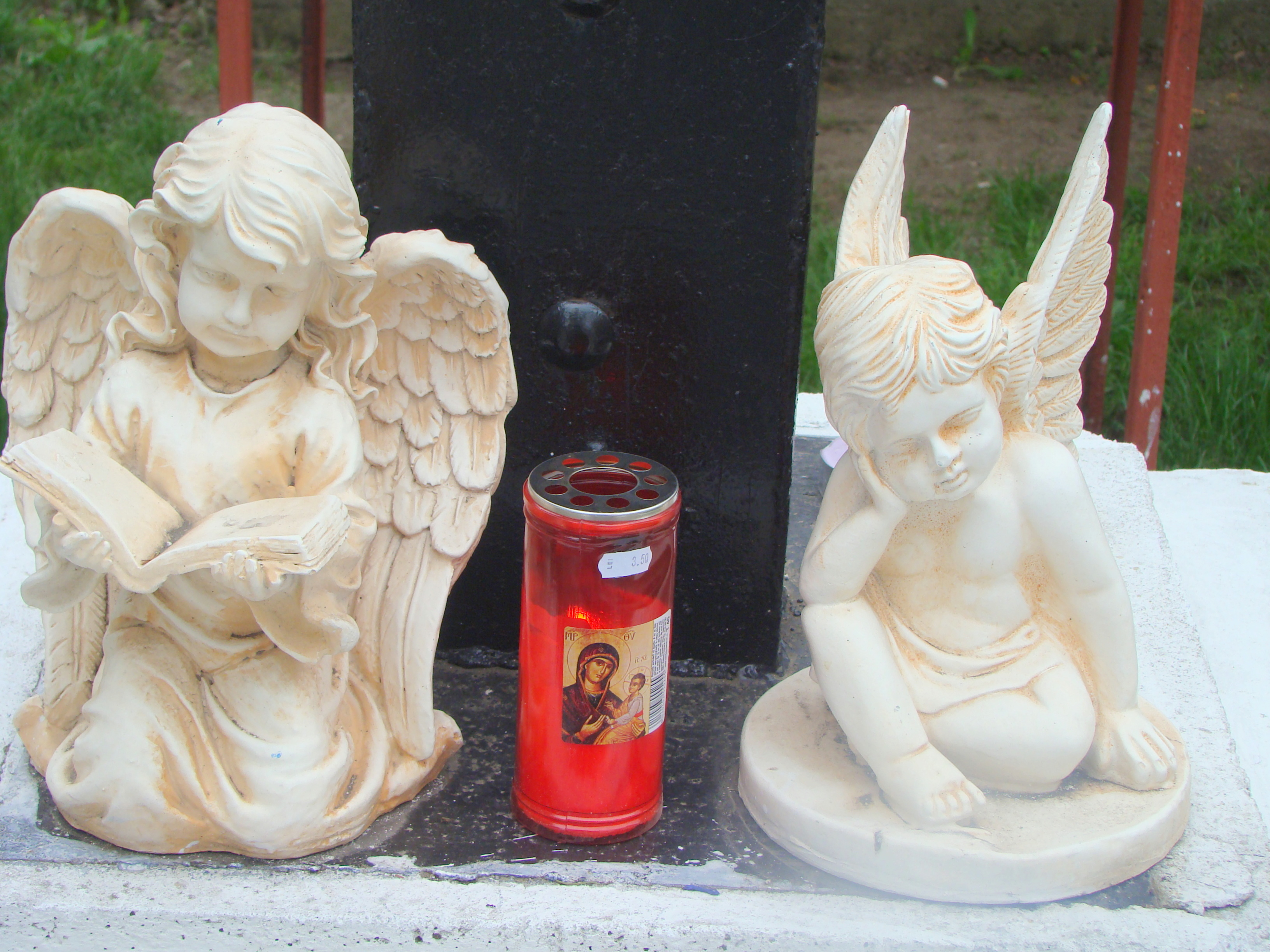
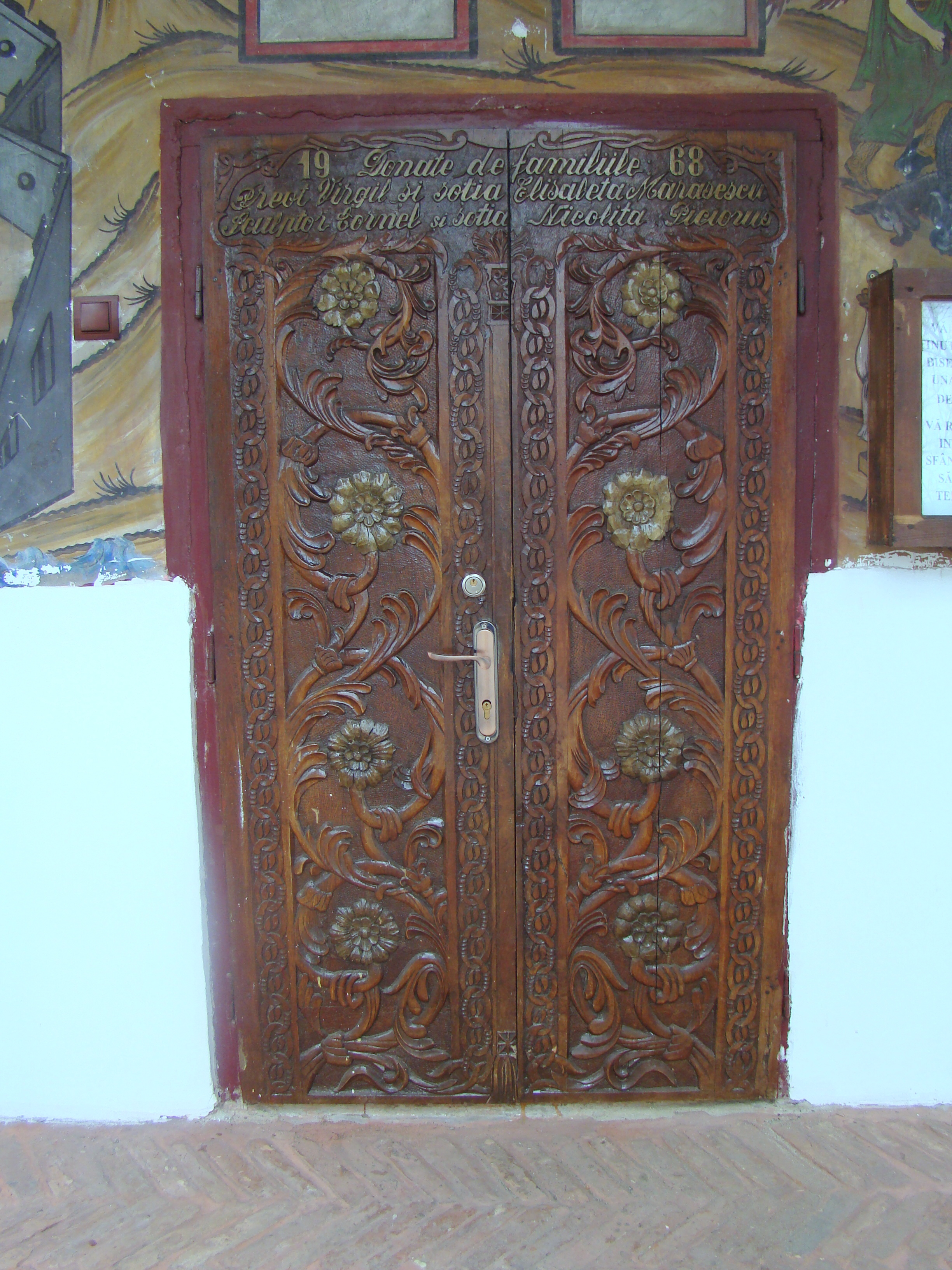
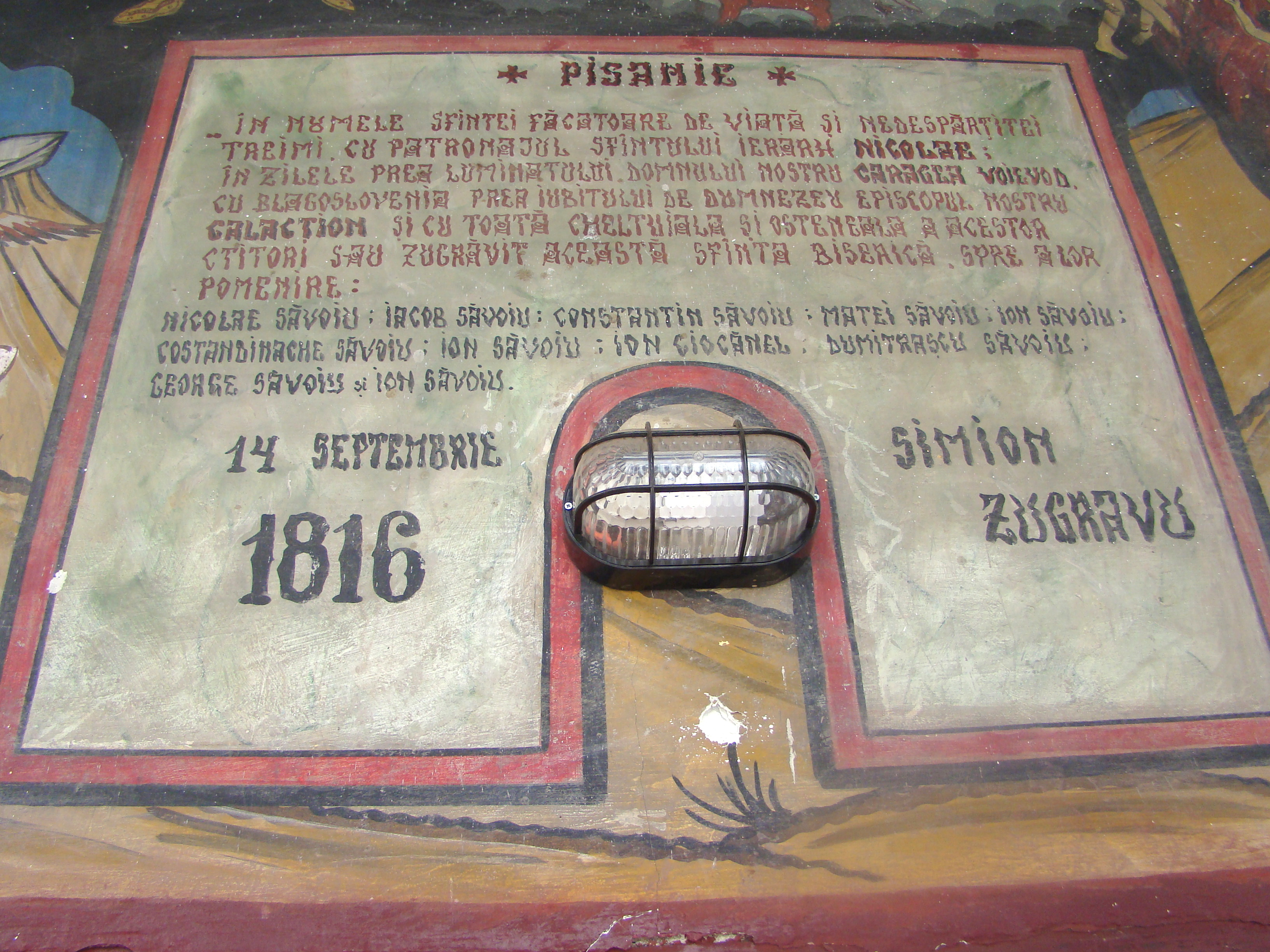
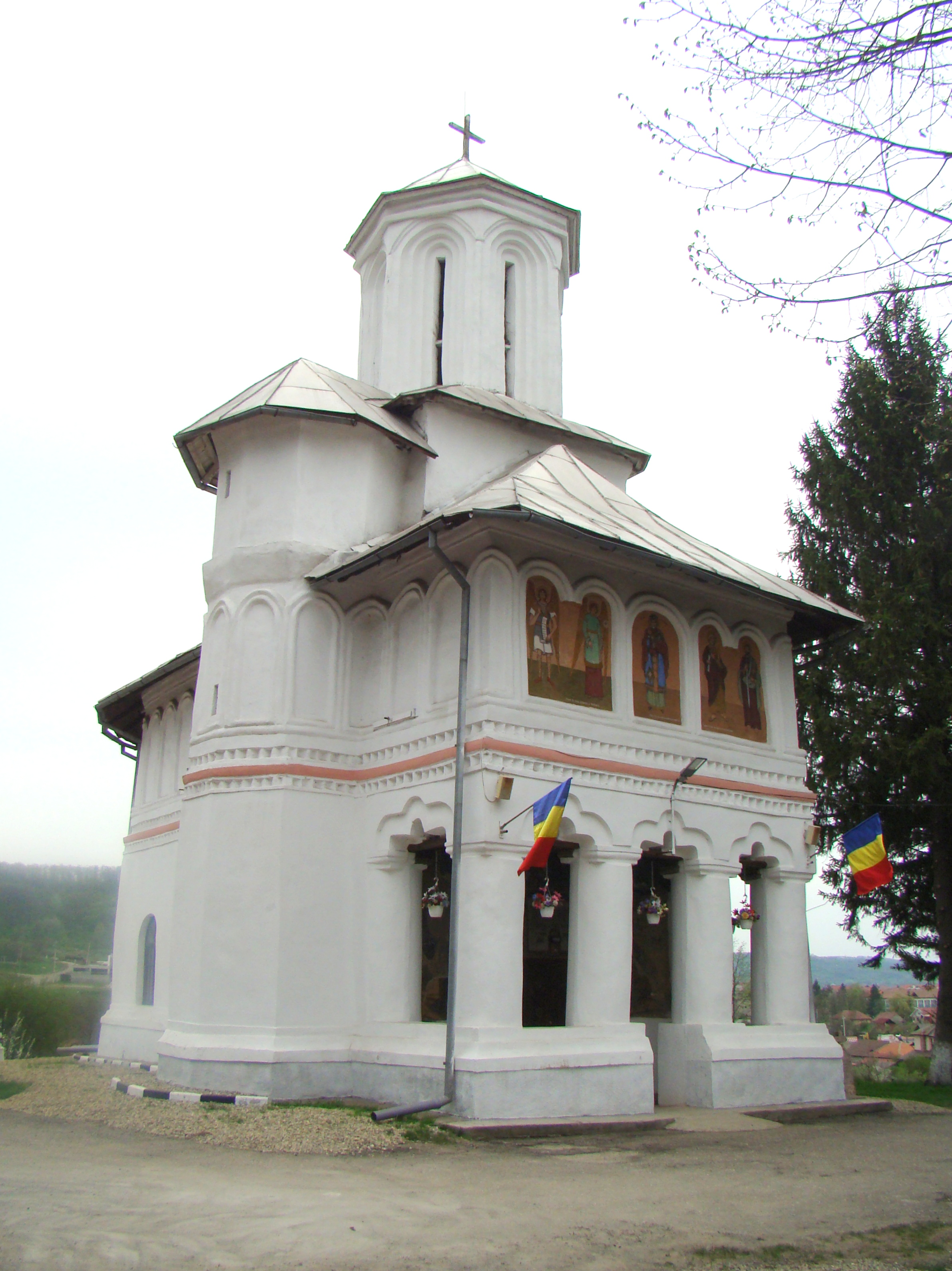
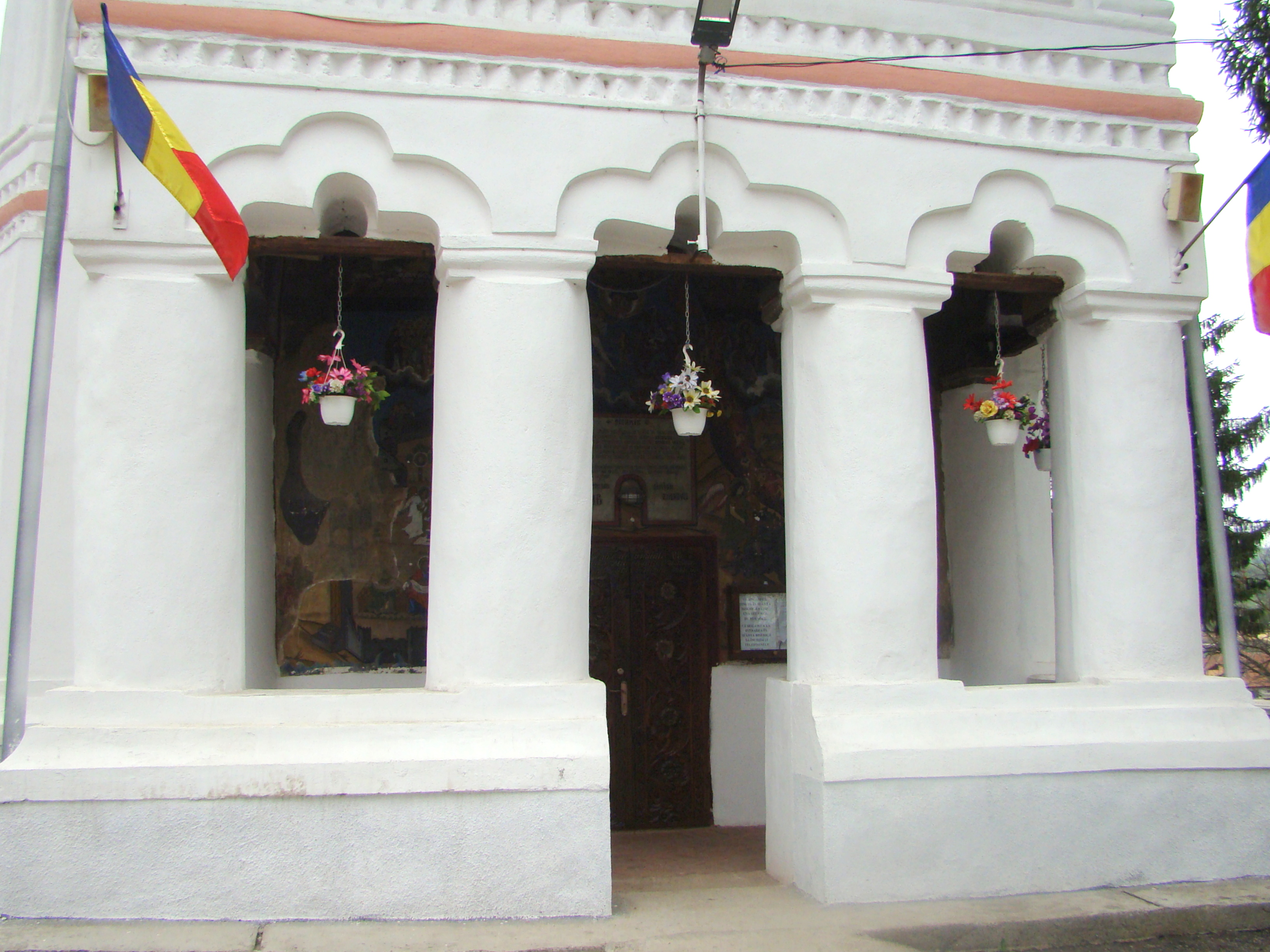
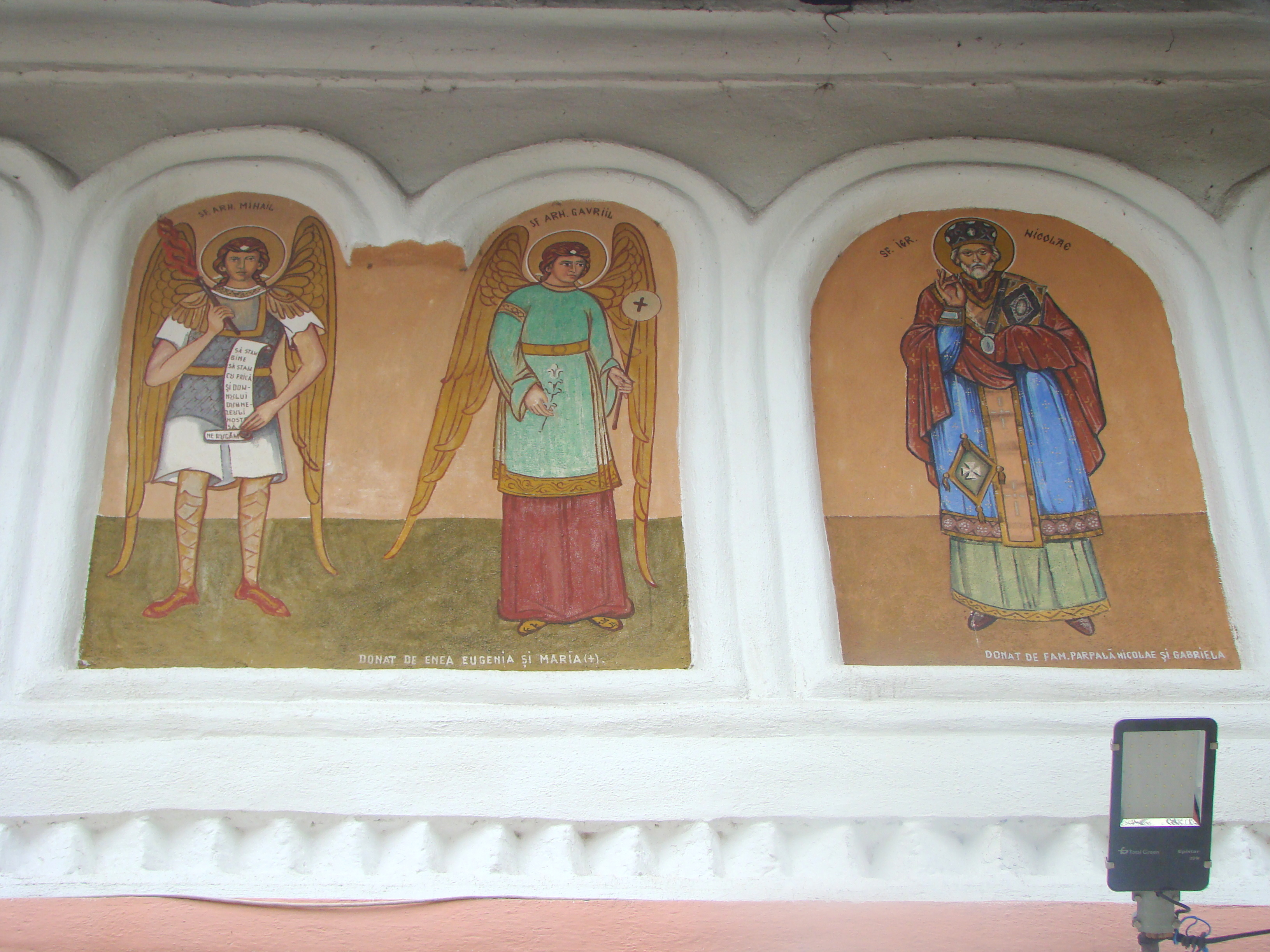
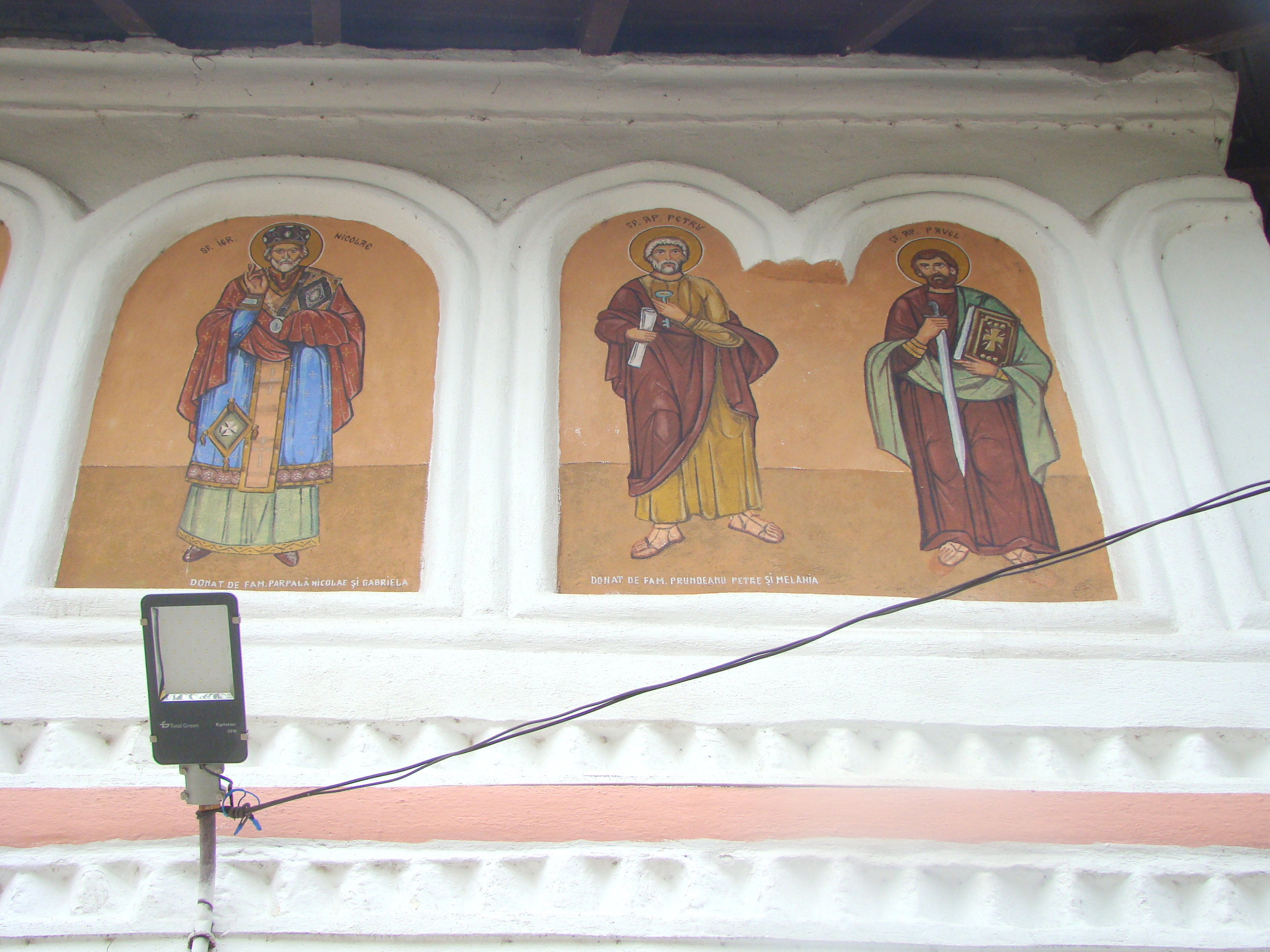
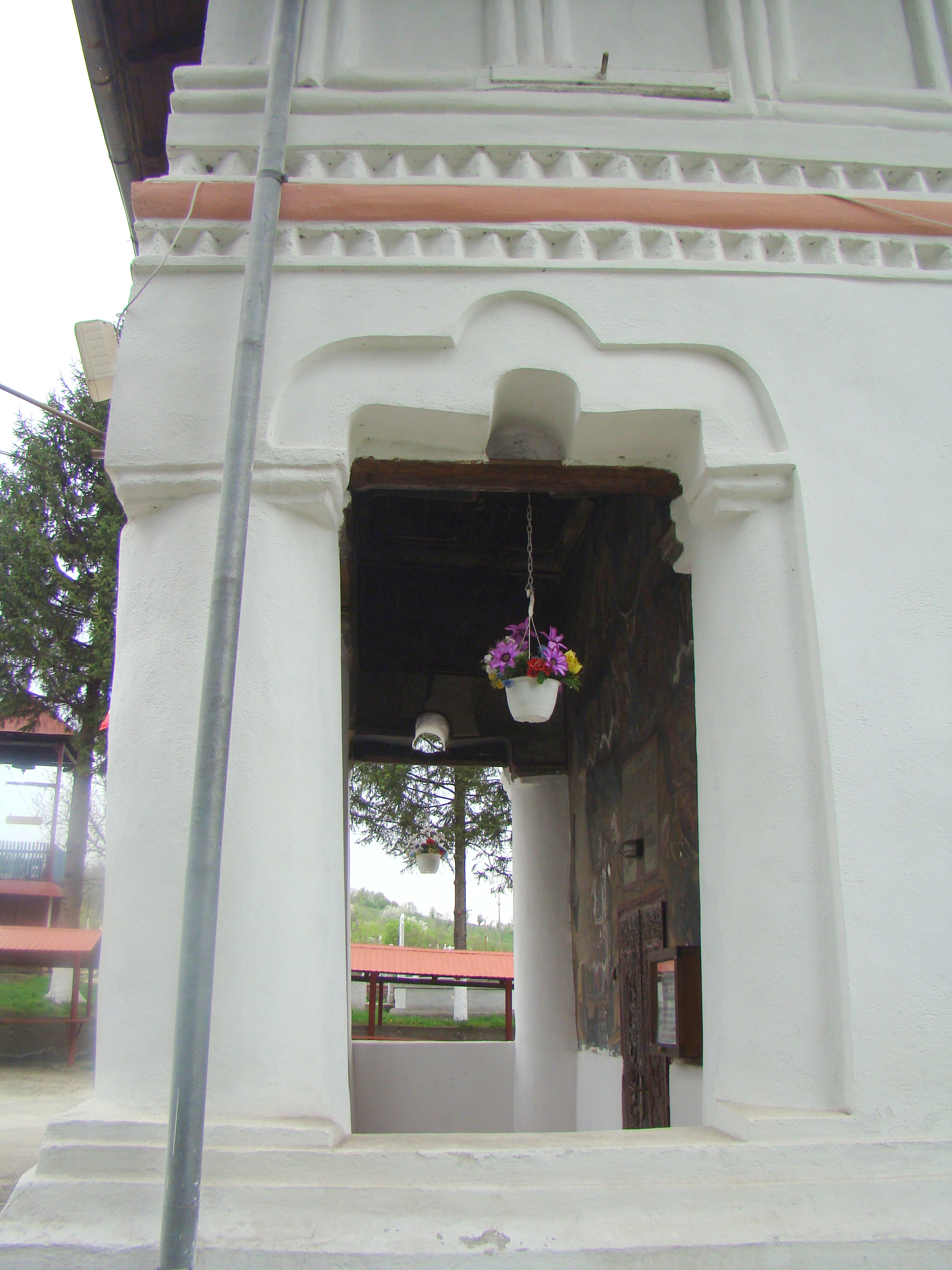
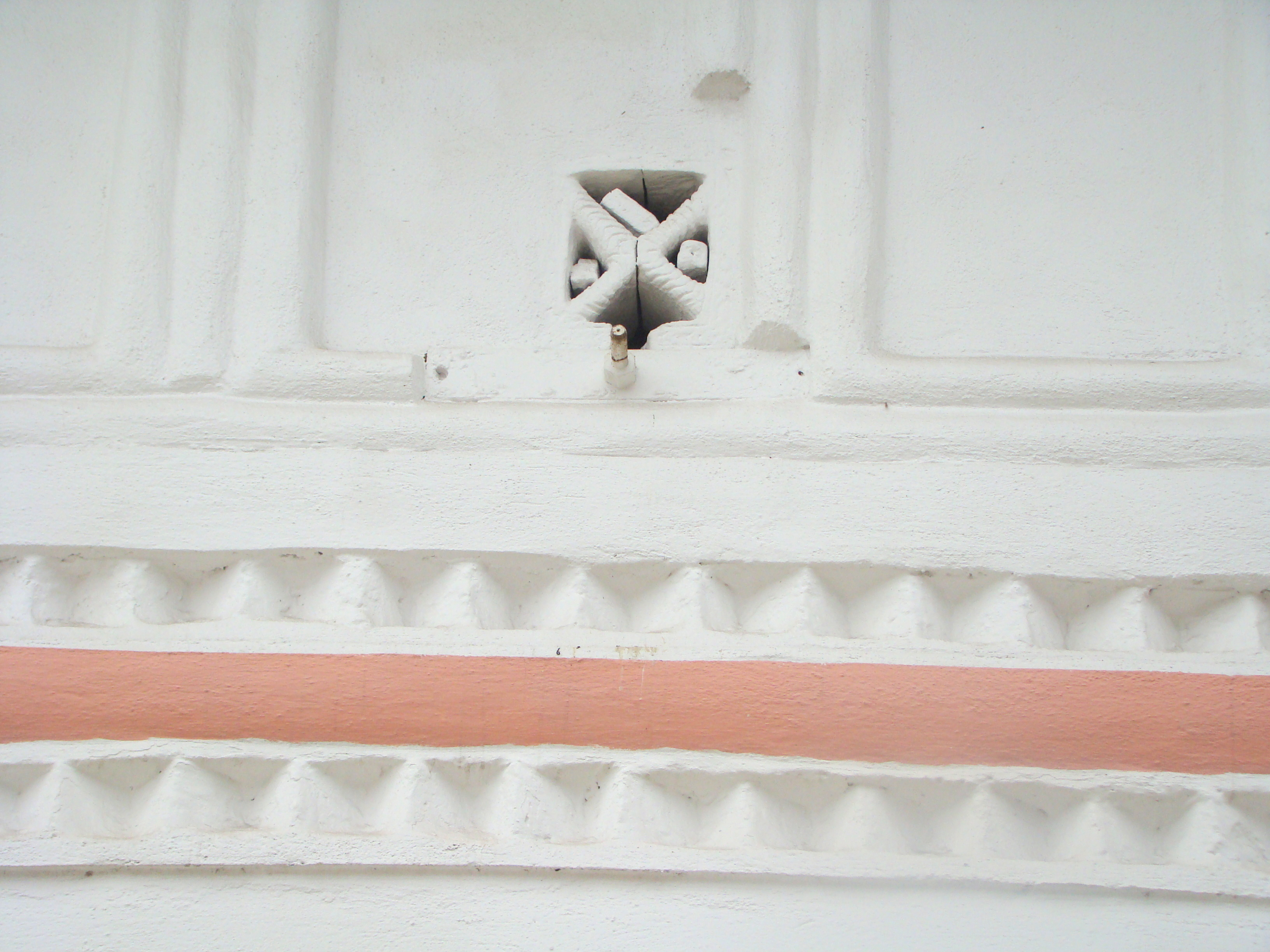
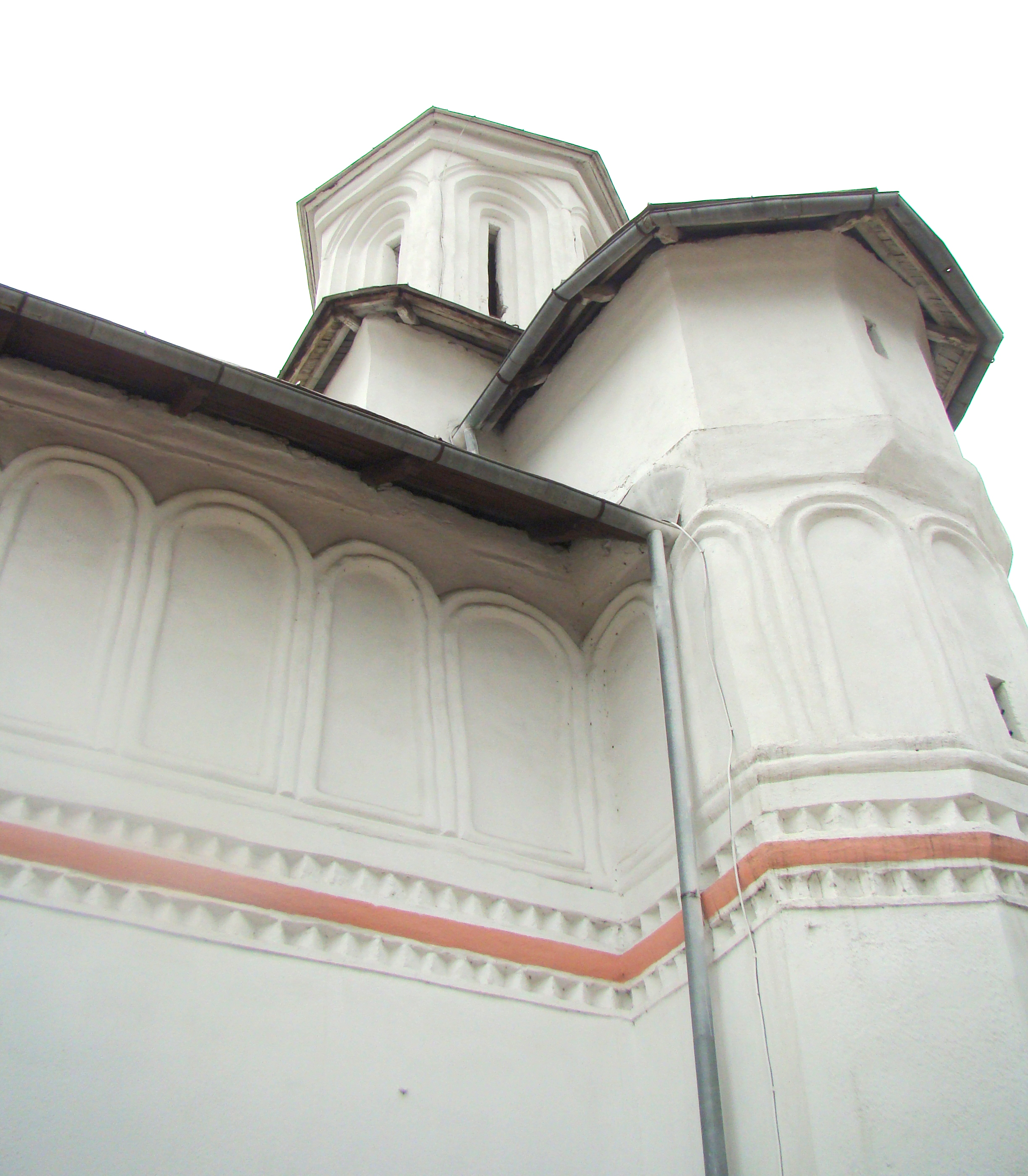
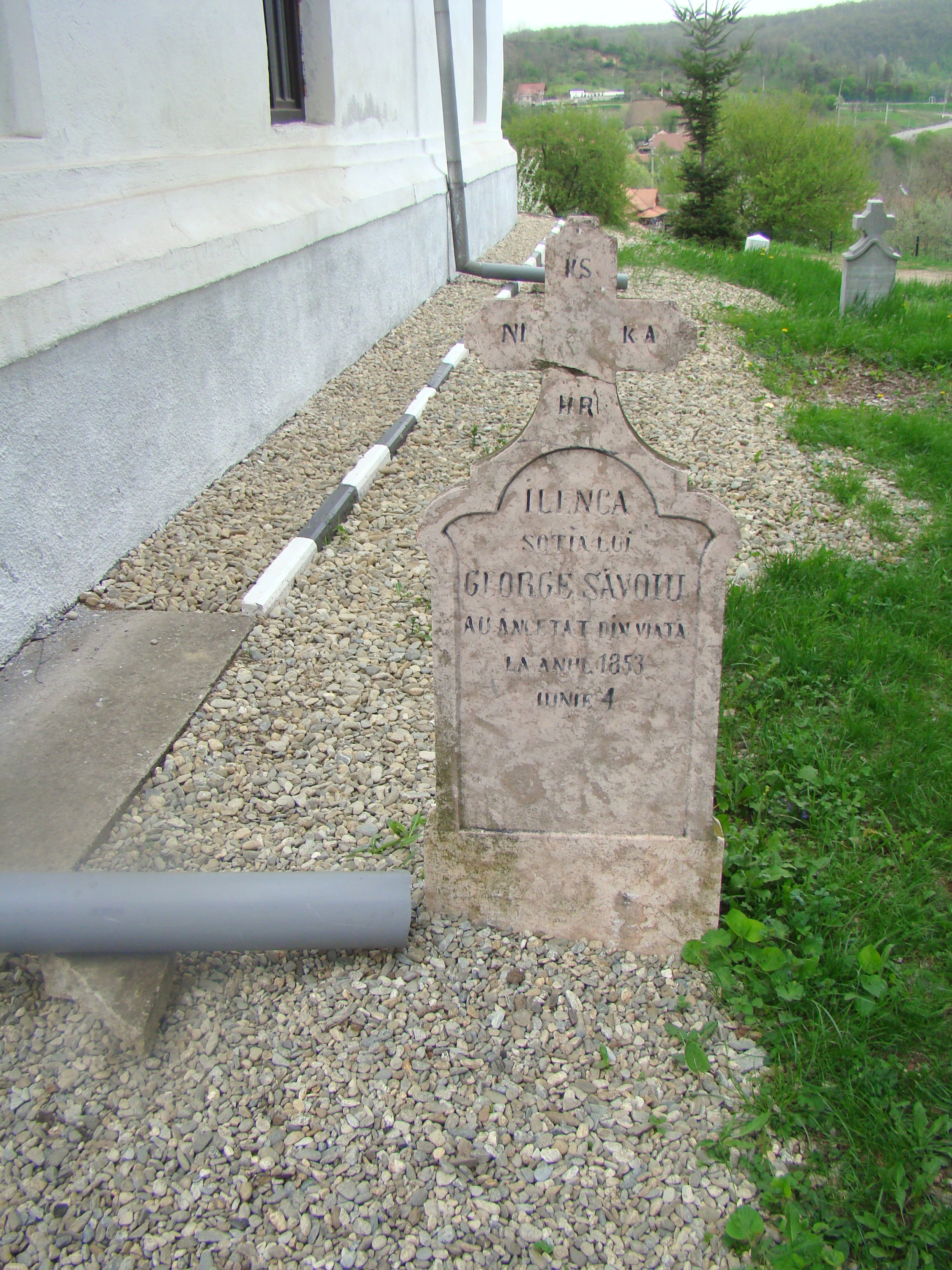
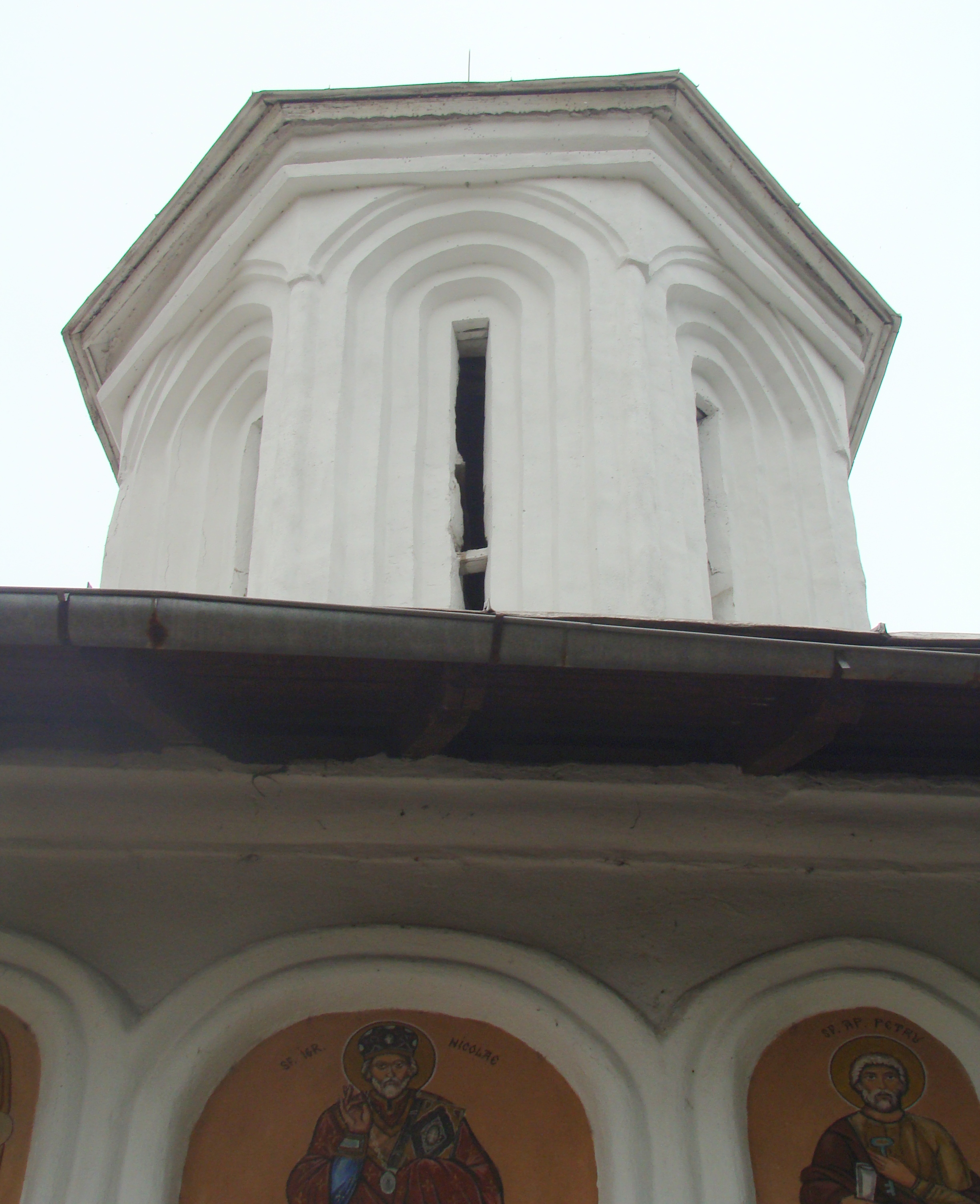
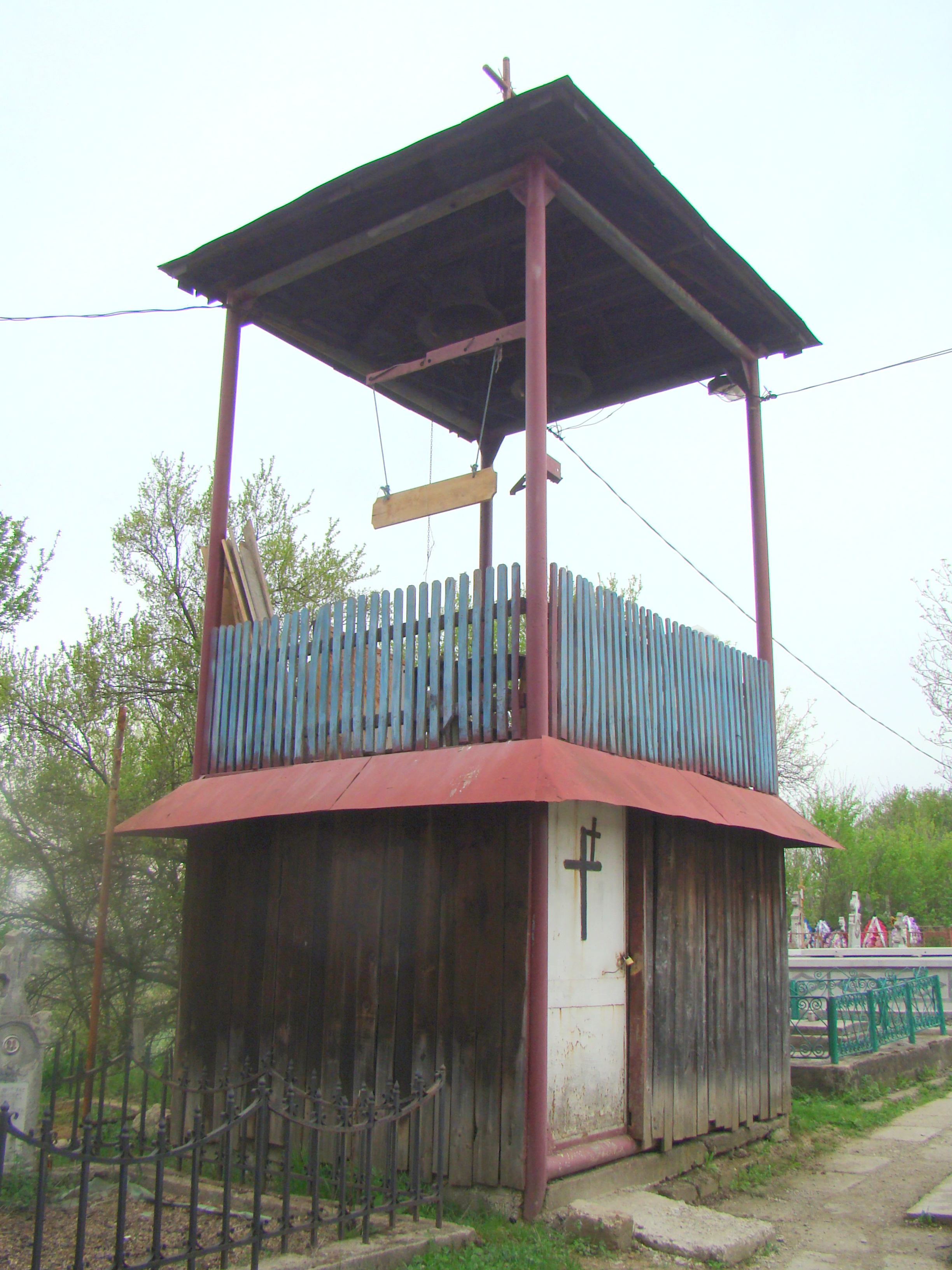
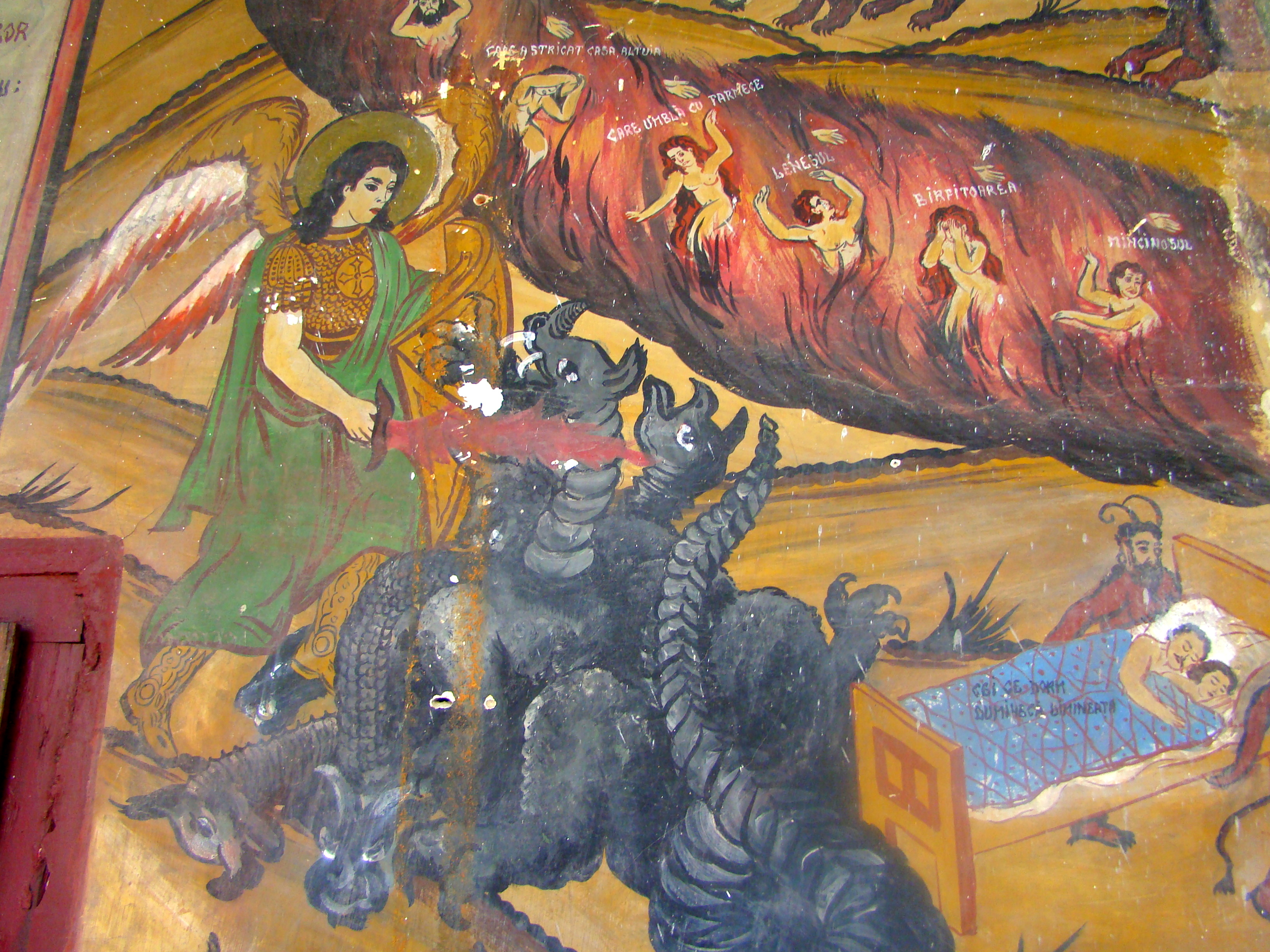
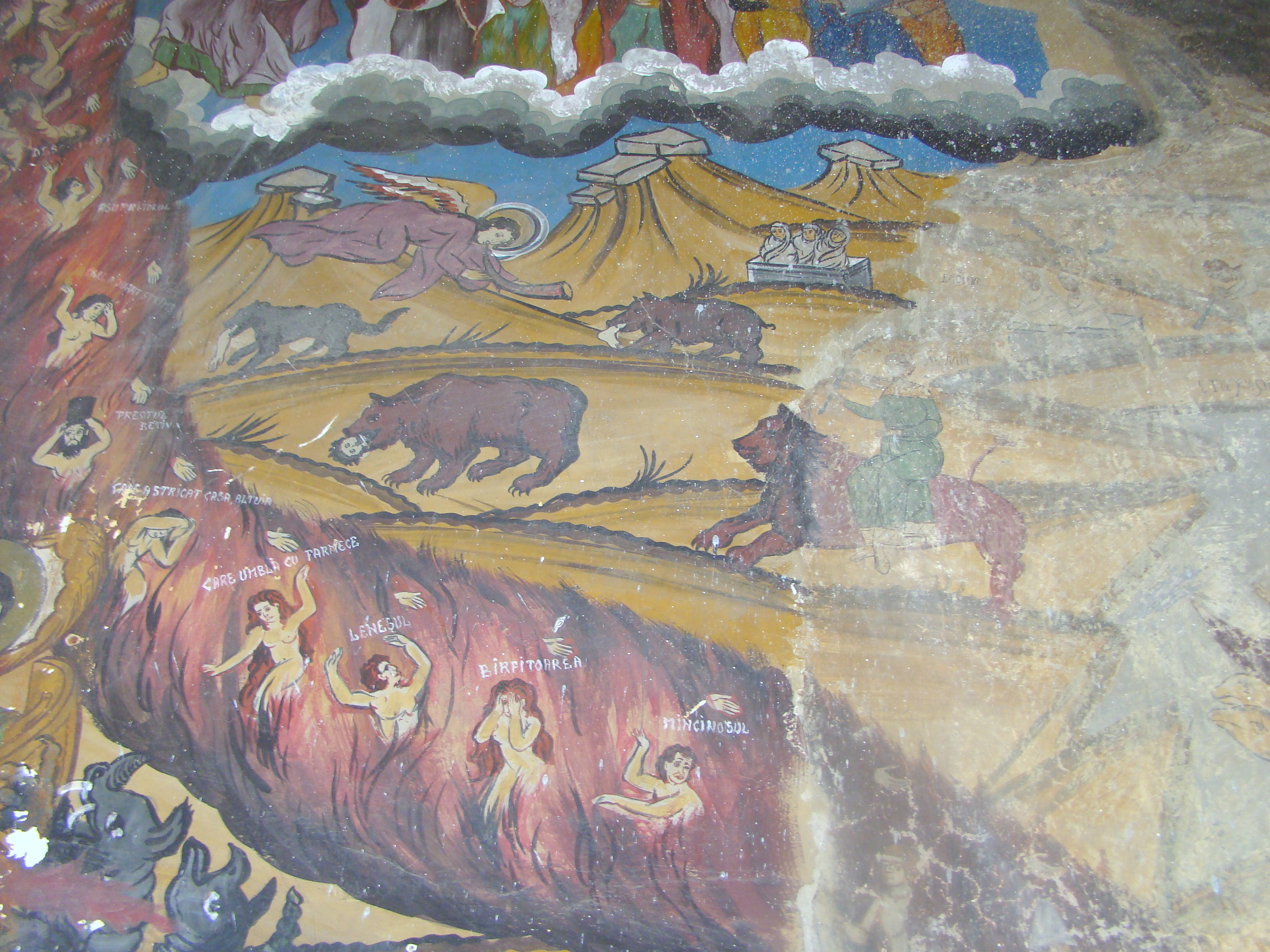
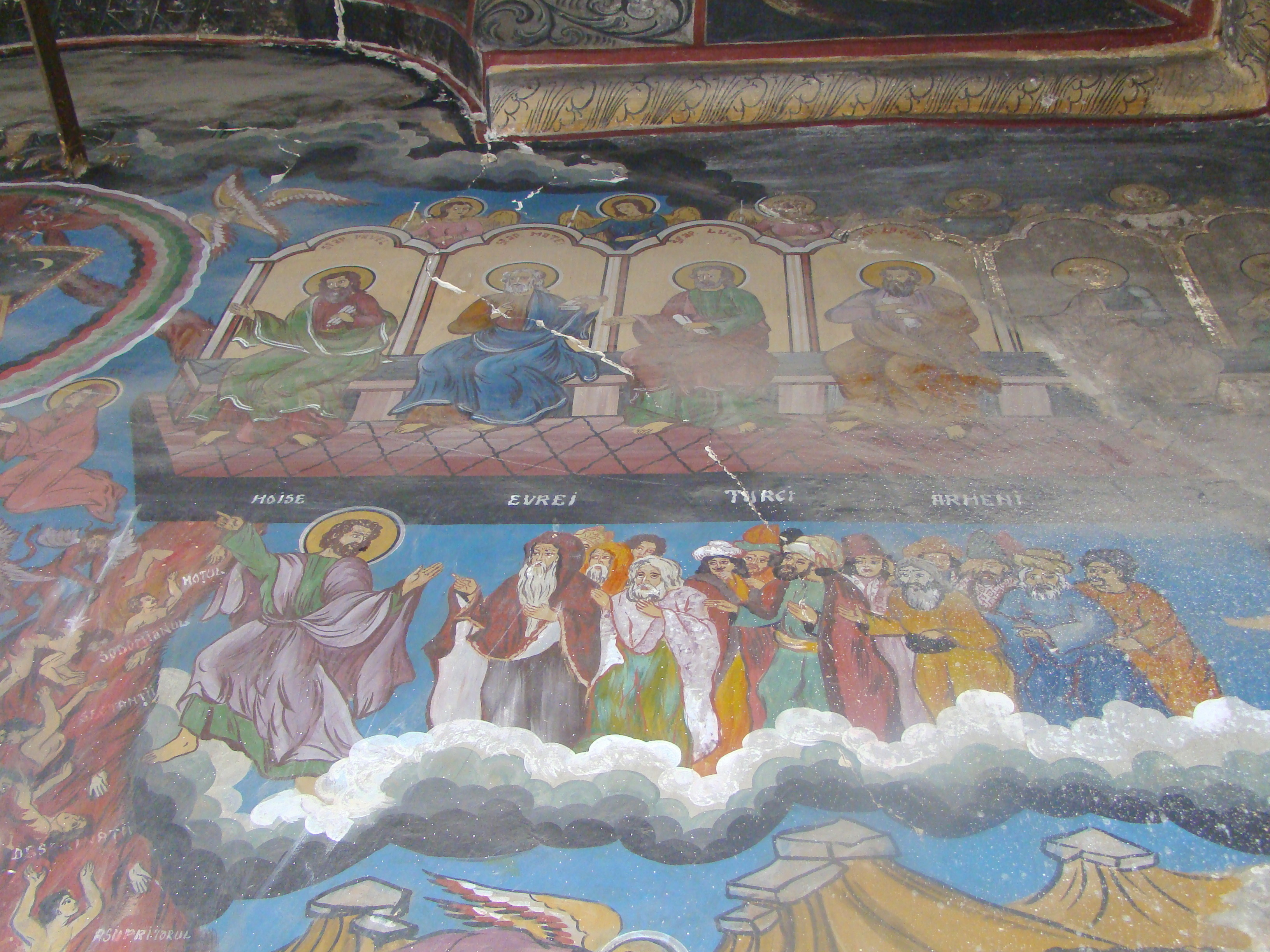
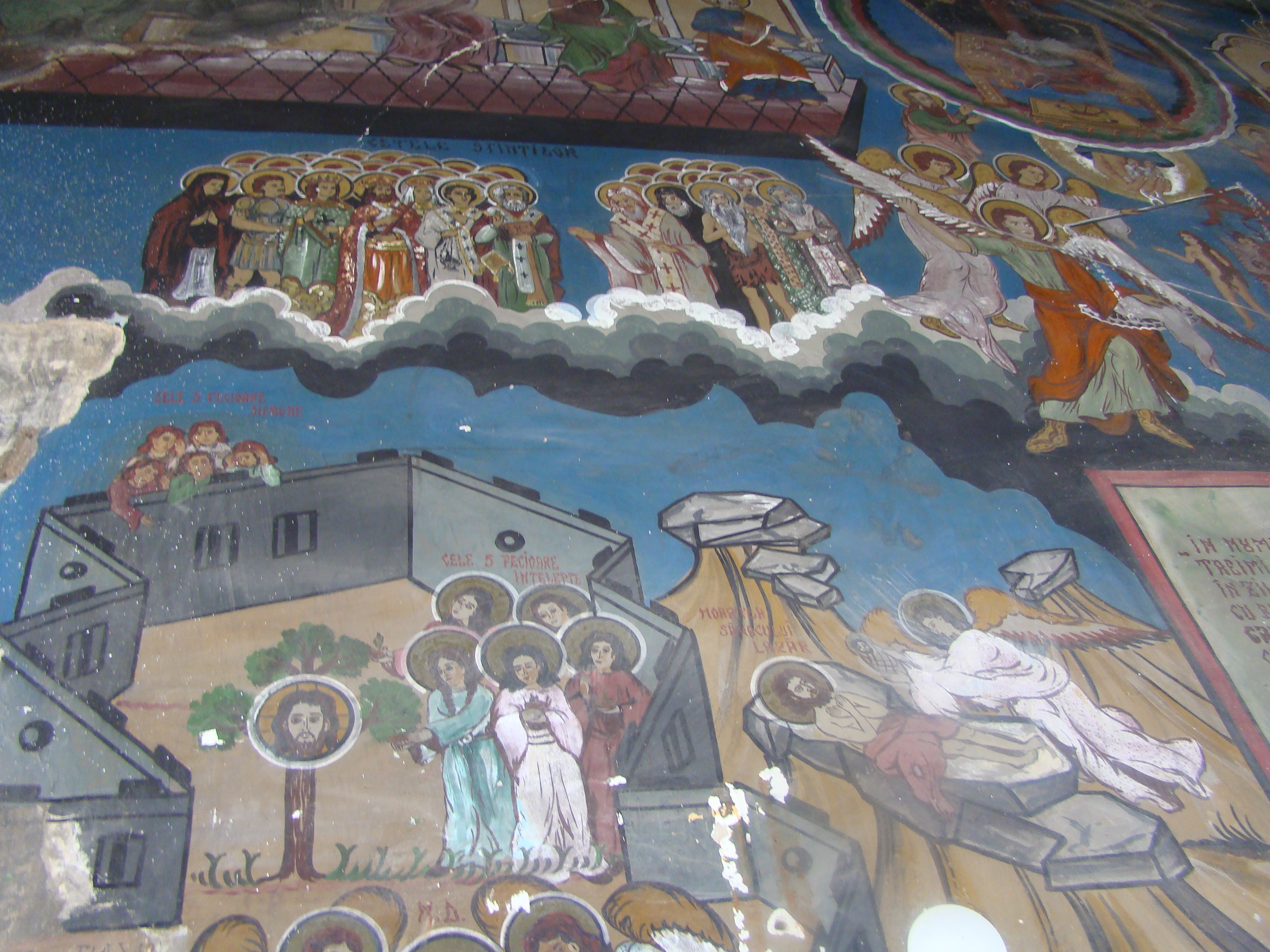
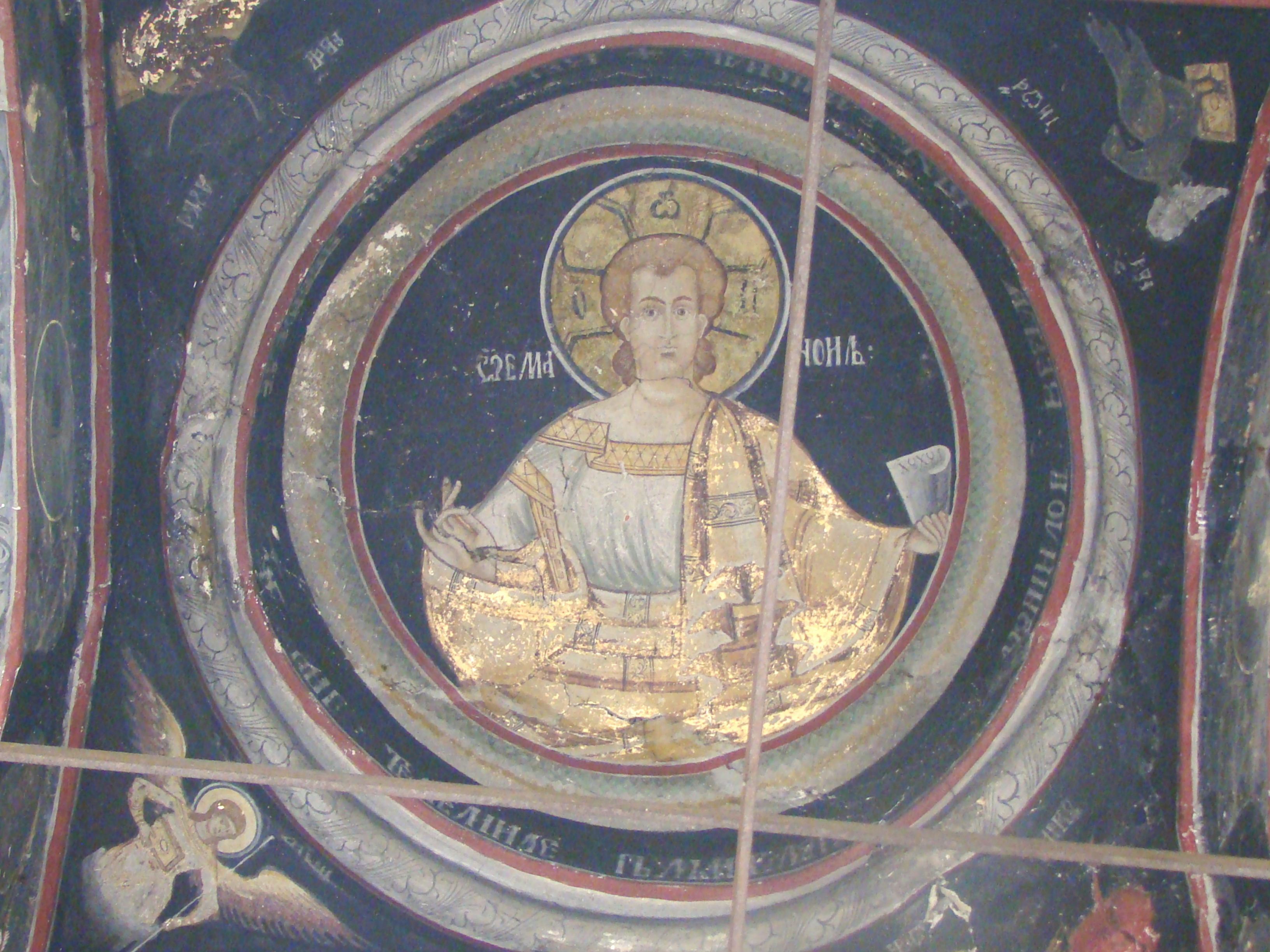
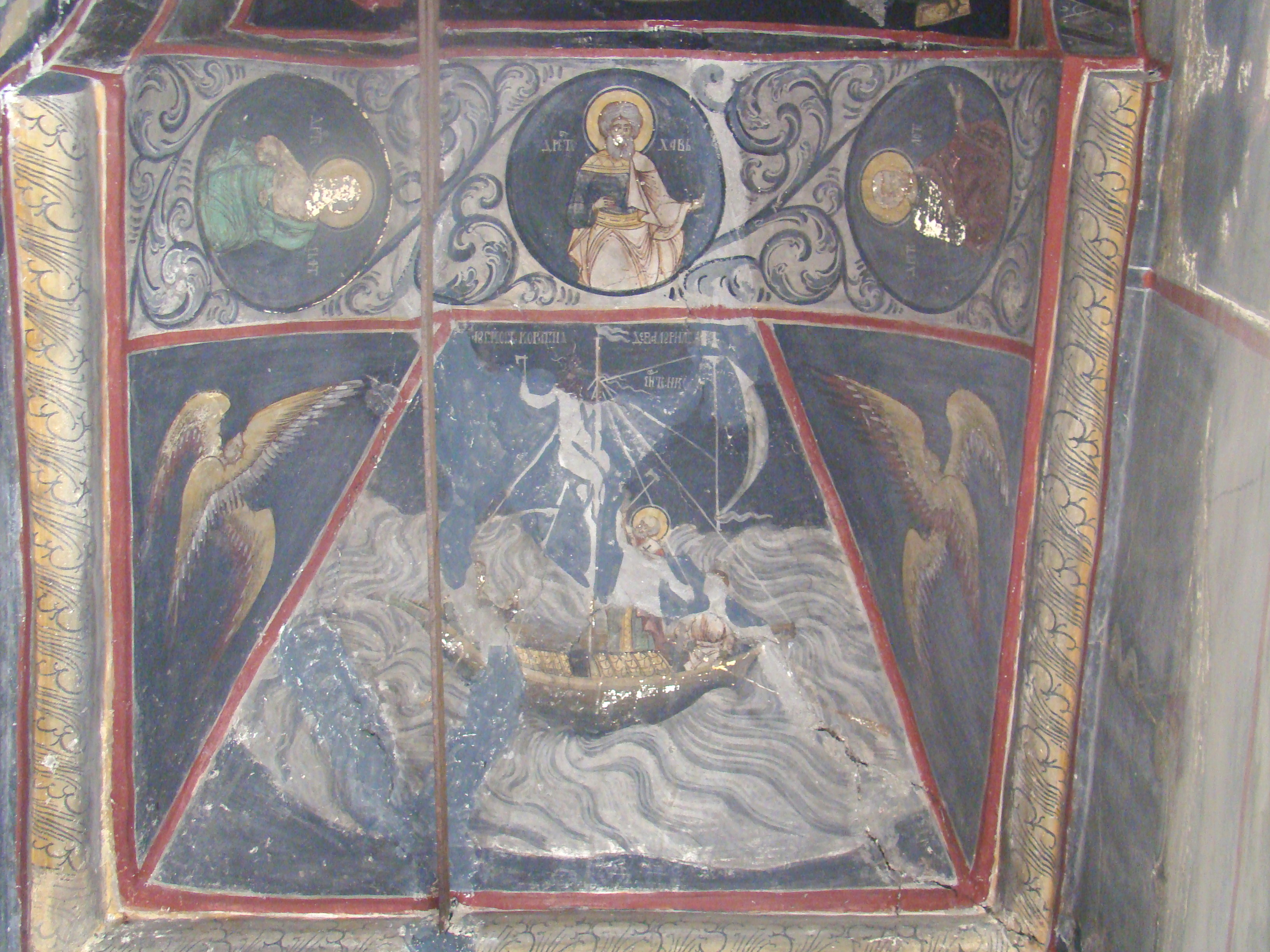
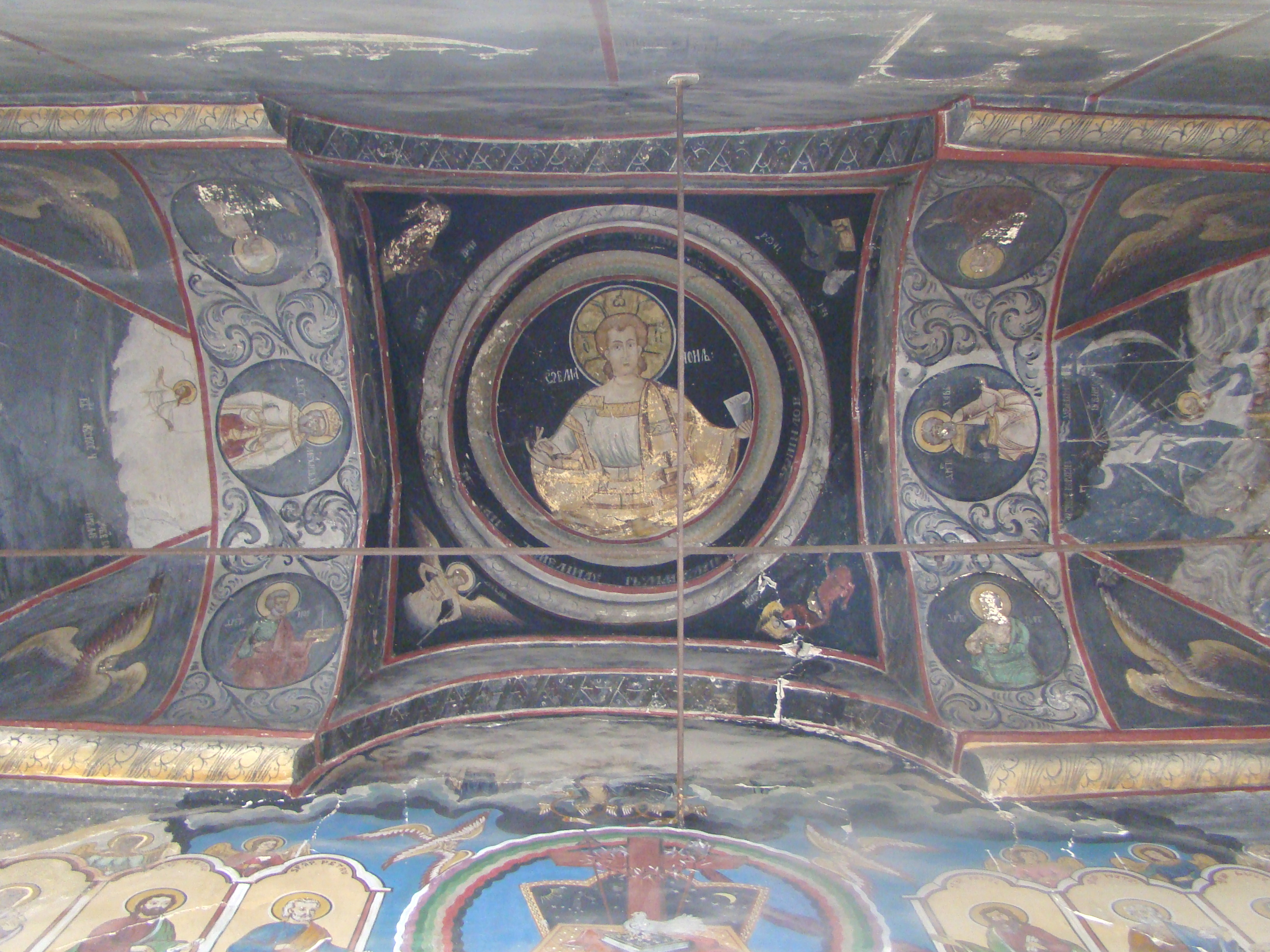